# Goffredo Mameli (sommergibile)
Il Goffredo Mameli è stato un sommergibile della Regia Marina.

## Storia
In origine avrebbe dovuto chiamarsi Masaniello, ma il 16 gennaio 1927 (prima del completamento) il nome fu cambiato in Goffredo Mameli. 
Il 29 settembre 1928, non ancora operativo, nel porto di Taranto fu protagonista di una collisione con il rimorchiatore San Pietro, nella quale rimase danneggiato. 
Il 19 aprile 1929, durante una navigazione da Cagliari ad Almeria, un colpo di mare causò la scomparsa del sottonocchiere Silvio Delia. Al rientro dalla crociera, il 13 ottobre a Genova, il battello ricevette la bandiera di combattimento offerta dalla associazione "A Compagna". 
All'inizio degli anni trenta compì assieme ai gemelli una crociera nel Mediterraneo orientale, con tappa a Salonicco, Lero e Rodi ed il contemporaneo svolgimento di esercitazioni aeronavali.
Allo scoppio della seconda guerra mondiale, al comando del c.c. Nicola Maiorana, fu inviato ad operare a sud di Creta dove, nella notte fra il 1º ed il 2 agosto 1940, lanciò infruttuosamente cinque siluri contro il piroscafo greco Raula (1044 tsl), che poi affondò col cannone dopo averlo fatto abbandonare dall'equipaggio.
Nel corso dell'anno svolse altre quattro missioni al largo di Malta e della costa cirenaica; nel 1941 ne compì altre tre (il 9 settembre 1941 fu inviato assieme ad altre unità a contrastare l'operazione britannica «Coat» posizionandosi una novantina di miglia a sud-sudest di Malta, ma non avvistò le unità nemiche) e poi, per il cattivo stato in cui versavano i motori, fu assegnato alla Scuola Sommergibili di Pola. 
Nel 1942, dopo la sostituzione dell'apparato motore, fu impiegato per altre tre missioni offensive (con compiti antisommergibile). 
All'annuncio dell'armistizio era ai lavori.
Durante la cobelligeranza fu poi impiegato per esercitazioni antisommergibili degli Alleati, con base alle Bermuda. 
Fu demolito nel dopoguerra.